# Raul Juste Lores
Raul Juste Lores, (Santos, 27 de janeiro de 1975), é um jornalista e escritor brasileiro, pesquisador de arquitetura e urbanismo. No ano de 2011, Lores ganhou o Prêmio APCA de Arquitetura, na categoria Difusão. Desde 2021, mantém um canal no YouTube intitulado "São Paulo nas Alturas", canal homônimo de sua obra mais conhecida: São Paulo nas alturas: A revolução modernista da arquitetura e do mercado imobiliário nos anos 1950 e 1960.

## Biografia

### Carreira
Raul Juste Lores foi repórter especial da Folha de S.Paulo, editor do caderno Mercado e correspondente em Washington, Nova York, Pequim e Buenos Aires para o mesmo jornal. Na revista Veja, foi editor de Internacional e, depois, redator-chefe da Vejinha. É ainda comentarista diário na rádio CBN.

## Prêmios
Em 2011, Lores ganhou o Prêmio APCA de Arquitetura, na categoria Difusão. Seu livro São Paulo nas Alturas foi finalista do prêmio Jabuti de 2018.